# Lemmensinstituut
Il Lemmensinstituut è un conservatorio di musica belga. Fu fondato a Malines, nel 1879, dai vescovi belgi come l'Ecole de musique religieuse (Scuola di musica religiosa). In seguito è stato rinominato in onore del suo primo direttore, Jacques-Nicolas Lemmens.
Sebbene i suoi programmi siano stati notevolmente ampliati nel corso degli anni, è rimasto essenzialmente una scuola di musica religiosa fino agli anni '60 e '70, quando si sono verificati importanti cambiamenti. Nel 1968 si trasferì a Lovanio. Ha anche aggiunto un corso di formazione per insegnanti (un corso di studio in "Pedagogia musicale") e un liceo specializzato in musica.
Al giorno d'oggi il Lemmensinstituut ha la reputazione di offrire uno dei migliori corsi di laurea in Musicoterapia in Europa. Il corso di studi di Pedagogia musicale dell'istituto è ben noto in Europa e nella sua storia il Lemmens Institute ha formato molti famosi compositori tra cui Jan van der Roost e Piet Swerts. Oltre ai corsi di laurea in Educazione musicale, l'istituto offre anche una laurea in Dramma.

## Direttori
Il dipartimento musicale è stato guidato dai seguenti direttori:
- 1879-1881: Jacques-Nicolas Lemmens
- 1881-1909: Edgar Tinel
- 1909-1917: Aloys Desmet
- 1918-1952: Jules Van Nuffel
- 1953-1962: Jules Vyverman
- 1962-1988: Jozef Joris Van Heeswijck
- 1988-2005: Paul Schollaert
- 2005-in carica: Marc Erkens